# L'Étrange Comtesse
Pour plus de détails, voir Fiche technique et Distribution.
L'Étrange comtesse (titre original : Die seltsame Gräfin) est un film allemand réalisé par Josef von Báky, Ottokar Runze et Jürgen Roland sorti en 1961.
Il s'agit de la neuvième adaptation allemande d'un roman d'Edgar Wallace après la Seconde Guerre mondiale.

## Synopsis
La jeune secrétaire Margaret Reedle veut travailler au château de la comtesse Eleanora Moron. Un soir, elle reçoit de mystérieux appels téléphoniques menaçants d'un inconnu qui la menace de mort. Cependant, Margaret et son amie Lizzy les ignorent. Peu de temps après, Margaret est visée par une brouette qui tombe sur un chantier de construction. Elle ne peut se sauver qu'avec l'aide du mystérieux Mike Dorn.
Au même moment, Mary Pinder doit être libérée de prison. Il y a des années, elle aurait empoisonné son mari. La peine de mort fut commuée en emprisonnement en raison de sa grossesse. Margaret doit faire signer à Mary Pinder une procuration pour son licenciement au nom de son employeur, l'avocat Shaddle. Au volant, elle échappe de peu à une attaque avec l'aide de Mike Dorn. Les appels téléphoniques menaçants continuent. Pendant la nuit, Dorn fait irruption dans sa chambre pour voler une boîte de chocolats empoisonnés.
Mike Dorn s'avère être un inspecteur de Scotland Yard qui fut embauché par Shaddle pour garder un œil sur Margaret. Pendant ce temps, Margaret prend sa place auprès de la comtesse Moron, qui dirige une organisation caritative pour les condamnés libérés. Pendant ce temps, l'amie de Margaret, Lizzy, reçoit un autre appel téléphonique menaçant. Lizzy rencontre le mystérieux inconnu et est presque étranglée par lui. Pendant ce temps, une Margaret désemparée découvre que Mary Pinder est sa mère biologique. Pour sa plus grande joie, cependant, son étrange employeuse veut embaucher sa mère comme femme de ménage. Mais même le château et ses étranges habitants ne sont pas une protection adéquate contre les événements mystérieux. Le majordome Adams, qui est en fait un détective de Dorn, meurt d'un choc électrique. Afin d'éviter une dépression nerveuse complète, la comtesse recrute le docteur Tappat pour le bien-être de Margaret. Mais Margaret lui demande d'être libérée. Cependant, la comtesse a justifié son mécontentement face au renvoi de Margaret par sa peur de sa famille et de son entourage, c'est pourquoi elle lui demande de rester.
Pendant ce temps, Dorn découvre que Selwyn, le fils de la comtesse, est l'héritier du domaine. En fait, l'héritier légitime devrait être le frère de la comtesse. On pense cependant que celui-ci a disparu il y a une vingtaine d'années. Après la brève arrestation de Margaret par Dorn, elle se retrouve au sanatorium du Dr. Tappat, où sa mère a également été emmenée. Elle rencontre ici le fou Stuart Bresset, qui, sur ordre de Tappat, la menaçait au téléphone. Chesney Praye, un ami de la comtesse, propose de la libérer si elle l'épouse. Après que Dorn s'est libéré des criminels du sanatorium, il affronte Praye, qui est abattu par le Dr. Tappat. Dorn et Margaret poursuivent Tappat dans le château.
Entre-temps, Mary Pinder est reçue au château par la comtesse Moron. Mary a épousé secrètement le frère de la comtesse il y a vingt ans. On dit qu'elle l'a assassiné, bien que la comtesse soit en fait responsable de sa mort afin de préserver l'héritage pendant que Mary fut innocemment en prison. Maintenant, la comtesse lui offre une pension et une vie en Amérique du Sud pour qu'elle disparaisse. Cependant, Mary, certaine de la culpabilité de la comtesse, décline cette offre. Margaret, par conséquent la fille du comte, doit également être éliminée par les complices de la comtesse. Une fois au château, Dorn tente de maîtriser Tappat jusqu'à ce que Selwyn abat Tappat. Acceptant ses actes, la comtesse se suicide avec la même aiguille empoisonnée qu'elle a utilisée pour assassiner son frère.

## Fiche technique
- Titre : L'Étrange Comtesse
- Titre original : Die seltsame Gräfin
- Réalisation : Josef von Báky, Ottokar Runze et Jürgen Roland
- Scénario : Robert A. Stemmle, Curt Hanno Gutbrod (de)
- Musique : Peter Thomas
- Direction artistique : Albrecht Hennings, Helmut Nentwig
- Costumes : Walter Schulze-Mittendorff
- Photographie : Richard Angst
- Son : Oskar Haarbrandt (de)
- Montage : Hermann Ludwig (de)
- Production : Horst Wendlandt
- Société de production : Rialto Film
- Société de distribution : Constantin Film
- Pays d'origine :  Allemagne de l'Ouest
- Langue : allemand
- Format : Noir et blanc - 1,66:1 - Mono - 35 mm
- Genre : Policier
- Durée : 95 minutes
- Dates de sortie :
  -  Allemagne de l'Ouest : 8 novembre 1961.
  -  Finlande : 2 mars 1962.
  -  Belgique : 23 mars 1962.
  -  Danemark : 22 octobre 1962.
  -  France : 19 février 1964[1].

## Distribution
- Brigitte Grothum : Margaret Louis Reedle, née Moron/Pinder
- Joachim Fuchsberger : Inspecteur Michael 'Mike' Dorn
- Lil Dagover : la comtesse Lady Eleanora Moron
- Marianne Hoppe : Mary Pinder, veuve Moron
- Rudolf Fernau : Dr. Tappat, psychiatre
- Klaus Kinski : Stuart Bresset
- Richard Häussler (de) : Chesney Praye
- Edith Hancke : Lizzy Smith
- Eddi Arent : Lord Selwyn 'Selly' Moron
- Fritz Rasp : Le procureur Shaddle
- Reinhard Kolldehoff: Butler John Addams / L'assistant de la police criminelle Oliver Frank
- Alexander Engel : un patient de la clinique psychiatrique
- Albert Bessler: Duffon, le directeur de la prison
- Eva Brumby (de) : Felicitas 'Mary', femme de chambre
- Kurt Jaggberg (de) (doublé par Harry Riebauer) : Sammy, pompiste
- Werner Buttler : Mackenzie, un employé du sanatorium

## Production
Curt Hanno Gutbrod avait déjà écrit trois versions de scénario avant que l'écrivain vétéran Robert A. Stemmle ne reprenne son travail et n'écrive la version finale du scénario.
Marianne Koch est initialement prévue pour le rôle de Margaret Reedle. Finalement, la décision est prise en faveur de Brigitte Grothum, qui participera à deux autres films de la série. Joachim Fuchsberger a le rôle principal masculin dans un film d'Edgar Wallace pour la cinquième fois.
À la suite d'une maladie, Josef von Báky doit abandonner le tournage, son assistant de l'époque, Ottokar Runze, et Jürgen Roland reprennent la direction du film.
Les prises de vue en extérieur ont lieu à Berlin-Ouest et au château d'Ahrensburg dans le Schleswig-Holstein. Les enregistrements de Londres proviennent des archives. Les prises de vue intérieures sont réalisées dans les studios de cinéma Ufa (Tempelhof Studios) à Berlin-Tempelhof.
Le film est enregistré avec deux spécifications de longueur différentes à la FSK, qui ne donne pas restrictions de montage pour une diffusion pour les personnes âgées de 16 ans. Dans la version originale, à la fin du film, après le coup avec l'aiguille empoisonnée, il y a encore quelques scènes et un court dialogue. Cette version ne fut probablement jamais diffusée au cinéma, car le film fut raccourci avant la première, mais la FSK n'en fut informée que plus tard. Une des scènes manquantes est ajoutée au film dans le DVD.